# Calopsis
Calopsis  es un género con 24 especies de plantas herbáceas perteneciente a la familia Restionaceae. Es originario de Sudáfrica.

## Especies deCalopsis
- Calopsis adpressa Esterh., Bothalia 15: 465 (1985).
- Calopsis andreaeana (Pillans) H.P.Linder, Bothalia 15: 465 (1985).
- Calopsis aspera (Mast.) H.P.Linder, Bothalia 15: 465 (1985).
- Calopsis burchellii (Mast.) H.P.Linder, Bothalia 15: 465 (1985).
- Calopsis clandestina Esterh., Bothalia 15: 465 (1985).
- Calopsis dura Esterh., Bothalia 15: 466 (1985).
- Calopsis esterhuyseniae (Pillans) H.P.Linder, Bothalia 15: 466 (1985).
- Calopsis filiformis (Mast.) H.P.Linder, Bothalia 15: 467 (1985).
- Calopsis fruticosa (Mast.) H.P.Linder, Bothalia 15: 467 (1985).
- Calopsis gracilis (Nees ex Mast.) H.P.Linder, Bothalia 15: 467 (1985).
- Calopsis hyalina (Mast.) H.P.Linder, Bothalia 15: 467 (1985).
- Calopsis impolita (Kunth) H.P.Linder, Bothalia 15: 467 (1985).
- Calopsis levynsiae (Pillans) H.P.Linder, Bothalia 15: 467 (1985).
- Calopsis marlothii (Pillans) H.P.Linder, Bothalia 15: 467 (1985).
- Calopsis membranacea (Pillans) H.P.Linder, Bothalia 15: 469 (1985).
- Calopsis monostylis (Pillans) H.P.Linder, Bothalia 15: 469 (1985).
- Calopsis muirii (Pillans) H.P.Linder, Bothalia 15: 469 (1985).
- Calopsis nudiflora (Pillans) H.P.Linder, Bothalia 15: 469 (1985).
- Calopsis paniculata (Rottb.) Desv., Ann. Sci. Nat. (Paris) 13: 44 (1828).
- Calopsis pulchra Esterh., Bothalia 15: 469 (1985).
- Calopsis rigida (Mast.) H.P.Linder, Bothalia 15: 470 (1985).
- Calopsis rigorata (Mast.) H.P.Linder, Bothalia 15: 470 (1985).
- Calopsis sparsa Esterh., S. African J. Bot. 56: 454 (1990).
- Calopsis viminea (Rottb.) H.P.Linder, Bothalia 15: 470 (1985).